# Babeau-Bouldoux
Babeau-Bouldoux is een gemeente in het Franse departement Hérault (regio Occitanie) en telt 243 inwoners (1999). De plaats maakt deel uit van het arrondissement Béziers.

## Geografie
De oppervlakte van Babeau-Bouldoux bedraagt 20,8 km², de bevolkingsdichtheid is 11,7 inwoners per km².

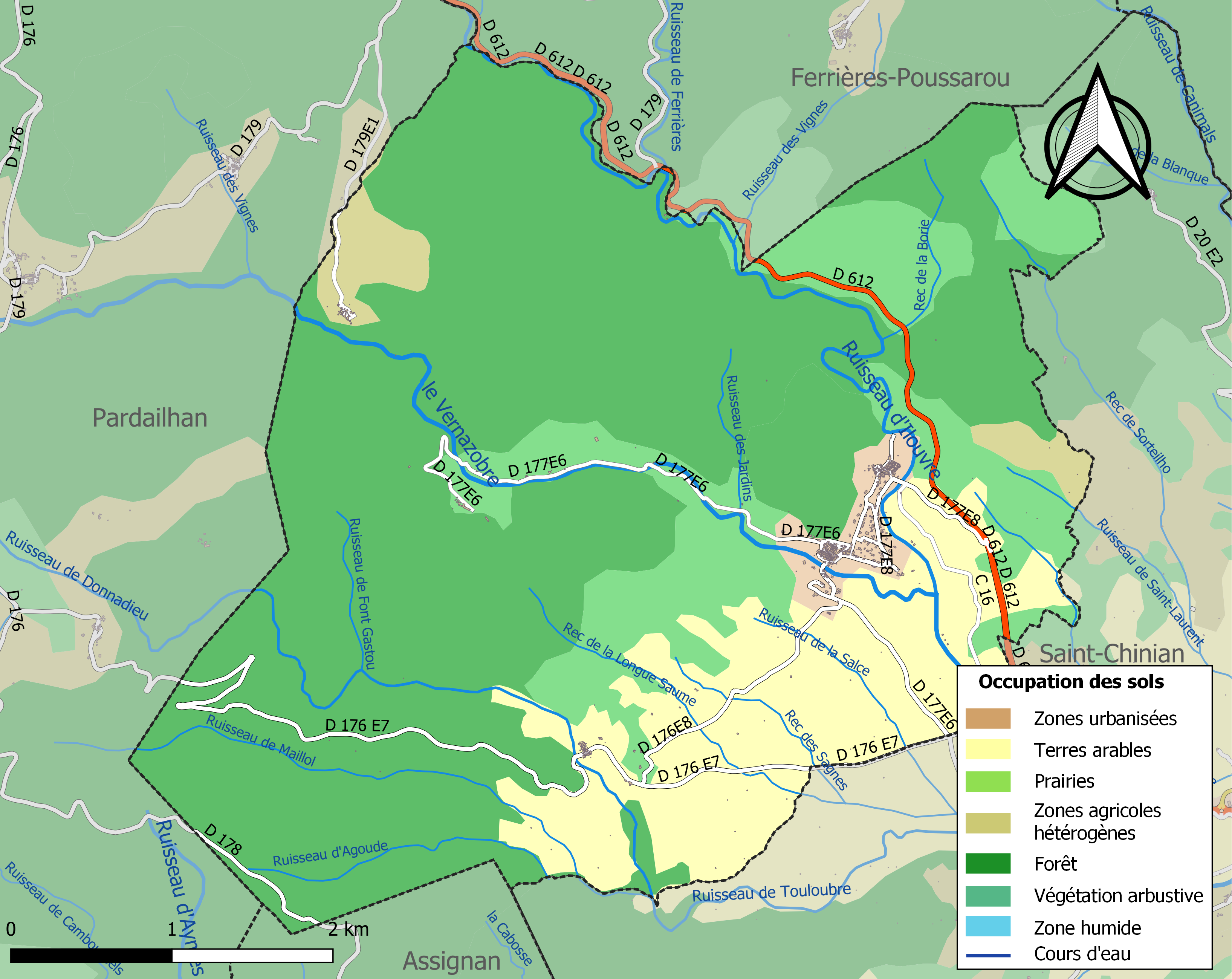
Kaart van de gemeente met de belangrijkste infrastructuur, bodemgebruik en omliggende gemeenten

## Demografie
Onderstaande figuur toont het verloop van het inwonertal (bron: INSEE-tellingen).